# Peder Dahlum Eide
Peder Dahlum Eide (6 giugno 1994) è un ex sciatore alpino norvegese.

## Biografia
Specialista delle prove tecniche attivo dal novembre del 2009, Peder Dahlum Eide ha esordito in Coppa Europa il 30 novembre 2013 a Trysil in slalom gigante e in Coppa del Mondo il 23 ottobre 2016 a Sölden nella medesima specialità, in entrambi i casi senza completare la prova. Il 16 dicembre 2017 ha colto, a Plan de Corones in slalom parallelo, il suo unico podio in Coppa Europa (3º) e il 28 gennaio 2018 ha preso per l'ultima volta il via in Coppa del Mondo, a Garmisch-Partenkirchen in slalom gigante senza completare la prova (non ha portato a termine nessuna delle 3 gare del massimo circuito nelle quali ha preso il via). Si è ritirato al termine della stagione 2018-2019 e la sua ultima gara è stata uno slalom speciale FIS disputato il 14 aprile a Hafjell; non ha preso parte a rassegne olimpiche o iridate.

## Palmarès

### Mondiali juniores
- 1 medaglia:
  - 1 oro (gara a squadre a Hafjell 2015)

### Coppa Europa
- Miglior piazzamento in classifica generale: 43º nel 2018
- 1 podio:
  - 1 terzo posto

### Nor-Am Cup
- Miglior piazzamento in classifica generale: 6º nel 2015
- 1 podio:
  - 1 secondo posto

### Campionati norvegesi
- 1 medaglia:
  - 1 bronzo (slalom gigante nel 2015)